# Novopečeni bogataši
Novopečeni bogataši ili Nouveau riche je izraz je koji na francuskom znači novi bogataši te označava pojedince ili društvene skupine koji su relativno brzo stekli veliko bogatstvo i zahvaljujući tome naglo prešli iz niže u višu društvene slojeve. 
Izraz se često rabi u pogrdnom smislu kako bi opisao osobe koje posjeduju materijalno bogatstvo vezano uz viši sloj, ali ne i kulturne značajke karakteristične za tradicionalnu aristokraciju, plemstvo ili klasu starog novca te svima bodu oči svojim primitivizmom, nedostatkom bontona i neukusom. 

## Novopečeni bogataši u zemljama u tranziciji
Raspadom socijalizma početkom devedesetih je došlo do promjena gospodarskih i socijalnih odnosa, ali nipošto se ne može reći da je došlo i do jačanja srednjeg staleža. U Bugarskoj je i prvi ne-komunistički predsjednik Stojanov priznao kako je već u konceptu privatizacija bivših državnih tvrtki bila - pogrešna.
Gotovo u svim tranzicijskim zemljama imutak je pripao strukturama koje su i u socijalizmu imale moć. "Tajkuni" su postajali bivši partijski djelatnici, suradnici tajnih službi ili članovi njihovih obitelji. Privatizacijom se stvorio takav "novi srednji stalež" koji nije nastao niti obrazovanjem, niti poduzetničkim duhom - nego su svoj imutak "stvorili u sivoj zoni legalnosti".

## Vanjske poveznice
- Prilog u DW